# Montorsaio
Montorsaio is een plaats (frazione) in de Italiaanse gemeente Campagnatico.
Dit is een klein middeleeuws dorpje gelegen op een heuvel langs de snelweg Europese weg Grosseto-Siena.